# Campeonato Mundial de Esgrima de 1947
El XVII Campeonato Mundial de Esgrima se celebró en Lisboa (Portugal) en 1947 bajo la organización de la Federación Internacional de Esgrima (FIE) y la Federación Portuguesa de Esgrima.

## Medallistas

### Masculino
| Evento              | Oro | Plata | Bronce |
| ------------------- | --- | --- | --- |
| Florete individual  | Christian d'Oriola Francia                                                                                 | Manlio Di Rosa · Italia                                                                                            | Edoardo Mangiarotti · Italia                                                                                             |
| Florete por equipos | André Bonin René Bougnol Jéhan Buhan Christian d'Oriola Adrien Rommel Francia                              | Giancarlo Bergamini · Manlio Di Rosa · Giuliano Nostini · Renzo Nostini · Giorgio Pellini · Saverio Ragno · Italia | Robert Michiels · Paul Valcke · André van de Werve · Édouard Yves · Bélgica                                              |
| Espada individual   | Édouard Artigas Francia                                                                                    | Bengt Ljungquist · Suecia                                                                                          | Raoul Henkart · Bélgica                                                                                                  |
| Espada por equipos  | Édouard Artigas Jéhan Buhan Marcel Desprets Henri Guérin Henri Lepage Michel Pécheux Francia               | Per Carleson · Sven Fahlman · Carl Forssell · Bengt Ljungquist · Sven Thofelt · Suecia                             | Stefano Allocchio · Luigi Cantone · Ercole Domeniconi · Dario Mangiarotti · Edoardo Mangiarotti · Saverio Ragno · Italia |
| Sable individual    | Aldo Montano · Italia                                                                                      | Georges de Bourguignon · Bélgica                                                                                   | Gastone Darè · Italia |
| Sable por equipos   | Gastone Darè · Umberto De Martino · Carlo Filogamo · Aldo Montano · Vincenzo Pinton · Mauro Racca · Italia | Robert Bayot · Georges de Bourguignon · Ferdinand Jassogne · Édouard Yves · Bélgica                                | Salah Desuki Mohamed Abdel Rahman Mahmud Yunes Mohamed Zulficar Egipto                                                   |

### Femenino
| Evento              | Oro                                                           | Plata                                                                                     | Bronce                                                                                   |
| ------------------- | ------------------------------------------------------------- | ----------------------------------------------------------------------------------------- | ---------------------------------------------------------------------------------------- |
| Florete individual  | Ellen Preis · Austria                                         | Silvia Strukel · Italia                                                                   | Louisette Malherbaud Francia                                                             |
| Florete por equipos | Karen Lachmann Kate Mahaut Grete Olsen Ulla Barding Dinamarca | Jacqueline Baudot Renée Garilhe Françoise Gouny Alice Karren Louisette Malherbaud Francia | Cleo Balbo · Velleda Cesari · Elena Libera · Alberta Lorenzoni · Silvia Strukel · Italia |

## Medallero
| Núm. | País      | Oro | Plata | Bronce | Total |
| ---- | --------- | --- | ----- | ------ | ----- |
| 1    | Francia   | 4   | 1     | 1      | 6     |
| 2    | Italia    | 2   | 3     | 4      | 9     |
| 3    | Austria   | 1   | 0     | 0      | 1     |
| 3    | Dinamarca | 1   | 0     | 0      | 1     |
| 5    | Bélgica   | 0   | 2     | 2      | 4     |
| 6    | Suecia    | 0   | 2     | 0      | 2     |
| 7    | Egipto    | 0   | 0     | 1      | 1     |
|      | TOTAL     | 8   | 8     | 8      | 24    |